# Guiu I Polentani
Guiu I Polentani, o Guiu Menor Polentani o el vell, fou fill de Lambert Polentani i net de Jeremies Polentani, i fou un dels caps del consell del comú de Ravenna a partir del 1248 fins a assolir la senyoria el 1275.
En ser ocupada Ravenna pels imperials el 1240, fou desterrat a la Pulla, però el 1248, quan el Papa va recuperar la ciutat va poder tornar. El 28 de setembre de 1270 va morir el bisbe Felip encarregant un bon repartiment del poder entre els Traversari i els Polentani. Aquesta família tenia ara dos branques: la representada per Guiu Menor, el fill de Lambert, i la de Guiu Major o Guiu Riccio, fill d'Alberic. Aquest darrer va rebre la senyoria de Comacchio i Guiu Menor la de Ravenna en col·laboració als Traversari, però aviat es van enfrontar i Guiu Riccio es va aliar als Traversari. Aquestes lluites foren simultànies a l'expulsió dels gibel·lins Lambertazzi a Bolonya, obra de la família güelfa dels Geremei que va fer possible que Guiu I Montefeltro s'apoderés de Forli i Cervia (abans de 1265), que va deixar als Montefeltro com a veïns dels Polentani i Malatesta. Els Polentani es van aliar amb el Malatesta en teoria contra els Montefeltro, però Guiu Menor o el vell amb l'ajut de la cavalleria dels Malatesta va imposar-se a Ravenna i assolir la senyoria el 1275. Francesca Polentani, la filla de Guiu Menor, fou donada en matrimoni a Gianciotto Malatesta. La revolta que va seguir dels Traversari fou derrotada i foren expulsats de la ciutat.
Guiu Menor va dominar així una part de la Romanya i fou estret aliat de l'arquebisbe Bonifaci Fieschi de la família dels comtes de Lavagna. El 1282 va participar en l'ofensiva del Papa Martí IV contra Guiu I Montefeltro i es va apoderar de Cervia. El 1290 fou nomenat podestà de Florència.
El 1289 va anar a Florència i en la seva absència l'arquebisbe Esteve Colonna fou empresonat pels seus fills, els germans Ostasi i Lambert Polentani als que havia deixat el govern, i absent també el germà, Bernardí Polentani, que era podestà a Milà. Finalment el Papa va nomenar un nou arquebisbe rector en la persona de Ildebrandí de Romena, bisbe d'Arezzo. El 1293 va morir Guiu Riccio i la senyoria de Comacchio va passar a Guiu I Polentani de Ravenna.
Guiu Menor va deixar la senyoria a la seva mort (1297) a dos fills: Lambert I Polentani i Bernardí Polentani.